# Port fluvial de Garoua
Le port fluvial de Garoua est l'un des rares port fluviaux au Cameroun. Il se trouve sur les abords du fleuve Bénoué, près de Garoua. Son activité est quasiment nulle en 2015, à l'exception d'une forte activité de contrebande. Des études en vue de sa redynamisation sont en cours.

## Généralités
Au début des années 1990, le trafic est estimé entre 8 000 et 10 000 tonnes par an, la navigation vers le Nigeria n'étant réellement active que lors des périodes de crues de la Bénoué, en août et septembre. 

## Histoire
Le port a été construit à l'époque coloniale pour désenclaver le nord du Cameroun, assurer les échanges avec le Nigeria, avec l'exportation de coton et d'arachides et l'importation de produits pétroliers. Son activité décline à partir des années 1965, pénalisée successivement par la guerre du Biafra, la concurrence routière et la fermeture de la frontière nigériane entre 1984 et 1986. S'y ajoute le déclin des exportations d'arachides, qui cessent totalement dans le port en 1966, un an après l'arrêt des importations d'hydrocarbures. 
Le port, autrefois très actif, mais désormais quasiment à l'abandon, est doté du statut de port autonome en 1999. Sa gestion est confiée à la Communauté urbaine de Garoua en 2003